# Llibre de Moroni
El Llibre de Moroni és l'últim llibre del Llibre del Mormó. D'acord amb els creients, va ser escrit pel profeta Moroni, fill del profeta Mormón, que hauria viscut al segle V en el continent americà.
El més sorprenent d'aquest llibre, és la promesa del capítol 10, versicle 5. El mormonisme mateix es basa en la promesa escrita en aquest versicle, la qual és que, si la persona llegeix el Llibre del Mormó i consulta Déu sobre la seva autenticitat, a través d'una sincera oració, podrà saber a través d'una confirmació espiritual, la seva veracitat. El motiu pel qual la promesa és tan rellevant és que, en la seva certesa, es basa en la fe dels membres de l'Església de Jesucrist dels Sants dels Últims Dies i totes les doctrines singulars d'aquesta denominació.